# Hanser García
Hanser García Hernández (né le 10 octobre 1988 à Caibarién, Cuba) est un nageur cubain, spécialiste de nage libre.
Il remporte la médaille de bronze du 50 m nage libre lors des Jeux panaméricains de 2011.
Il participe au 50 m et 100 m nage libre lors des Jeux olympiques d'été de 2012 à  Londres et se qualifie pour la finale du 100 m, en terminant deuxième de sa demi-finale.